# Acácia (sentido amplo)
As acácias (sentido amplo), conhecidas comumente também como mimosas ou thorntree e wattle (em inglês) é um conjunto polifilético de gêneros com arbustos e árvores pertencentes à subfamília Mimosoideae da família Fabaceae. Foi descrito pelo botânico sueco Carl Linnaeus em 1773 com base na espécie africana Vachellia nilotica. Muitas espécies não australianas tendem a ser espinhosas, ao passo que a maioria das acácias australianas não apresentam espinhos. Todas as espécies são produtoras de vagens, com seiva e folhas frequentemente contendo grandes quantidades de taninos e taninos condensados que, historicamente, eram usados como produtos farmacêuticos e conservantes.
O gênero Acacia constitui, em sua circunspecção tradicional, o segundo maior gênero de Fabaceae (Astragalus é o maior), com aproximadamente 1.300 espécies, cerca de 960 delas nativas da Austrália, e o restante espalhado pelas regiões tropicais e temperadas quentes de ambos os hemisférios, incluindo Europa, África, sul da Ásia e Américas. O gênero foi dividido em cinco gêneros separados sob a antiga tribo "Acacieae". O gênero agora chamado de Acacia representa a maioria das espécies australianas e algumas nativas do sudeste da Ásia, da Reunião e das ilhas do Pacífico. A maioria das espécies fora da Austrália e um pequeno número de espécies australianas são classificadas em Vachellia e Senegalia. Os dois gêneros finais, Acaciella e Mariosousa, contêm, cada um, cerca de uma dúzia de espécies das Américas (mas veja "Classificação" abaixo para o debate em andamento sobre sua taxonomia).

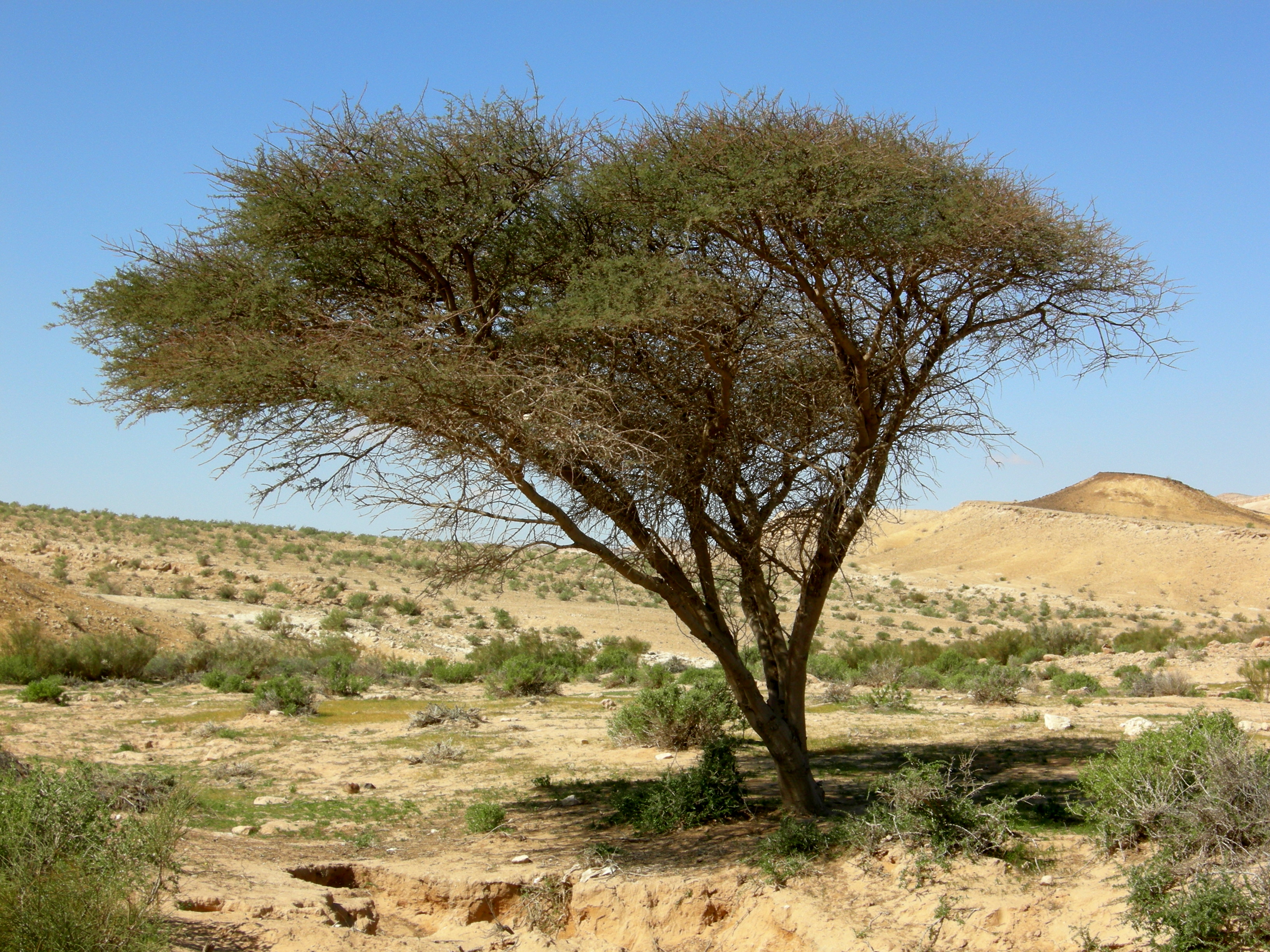
Árvore de acácia perto do limite de sua área de distribuição no deserto de Neguev, no sul de Israel.

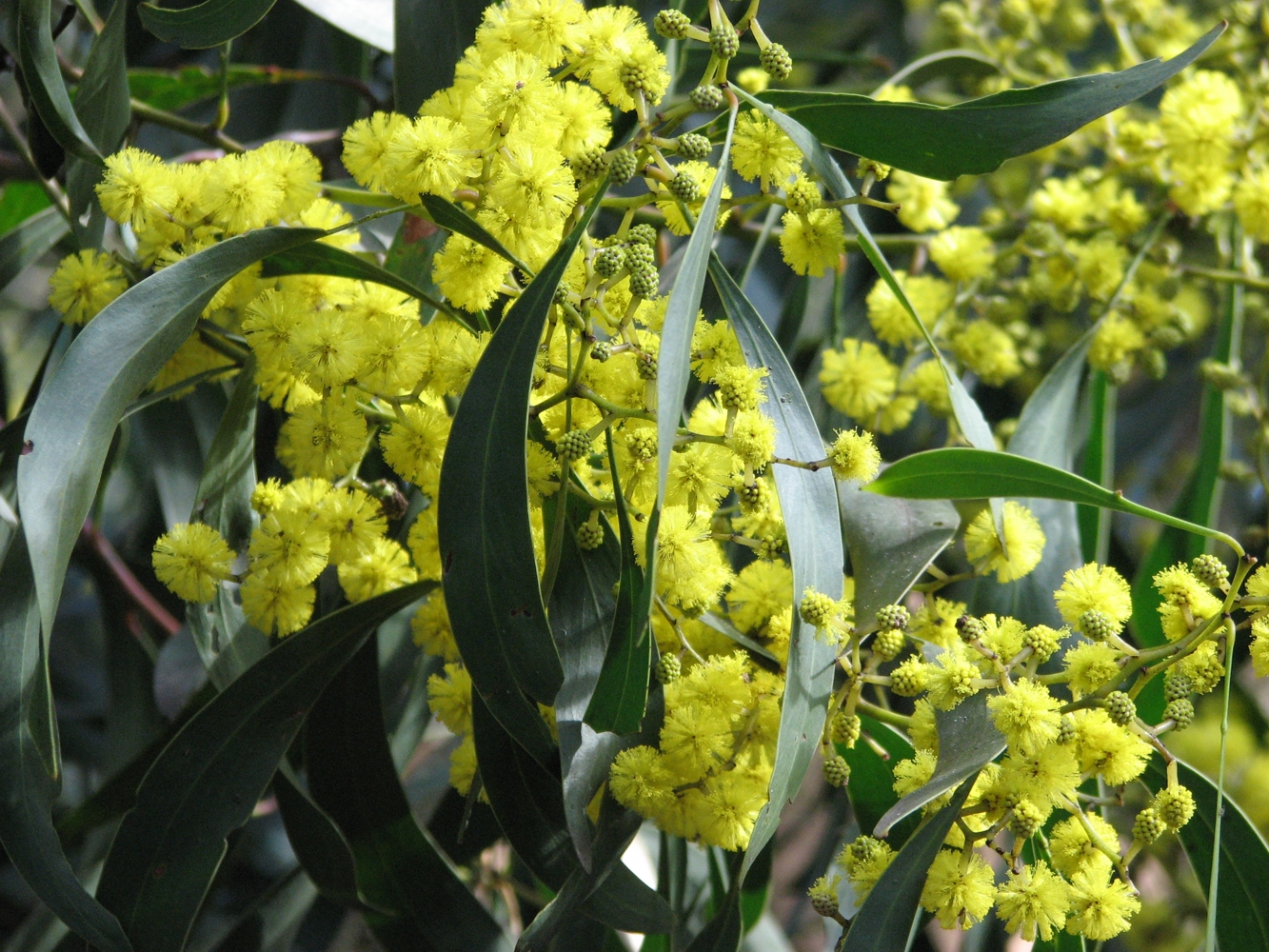
Acácia dourada (Acacia pycnantha), o emblema floral da Austrália.

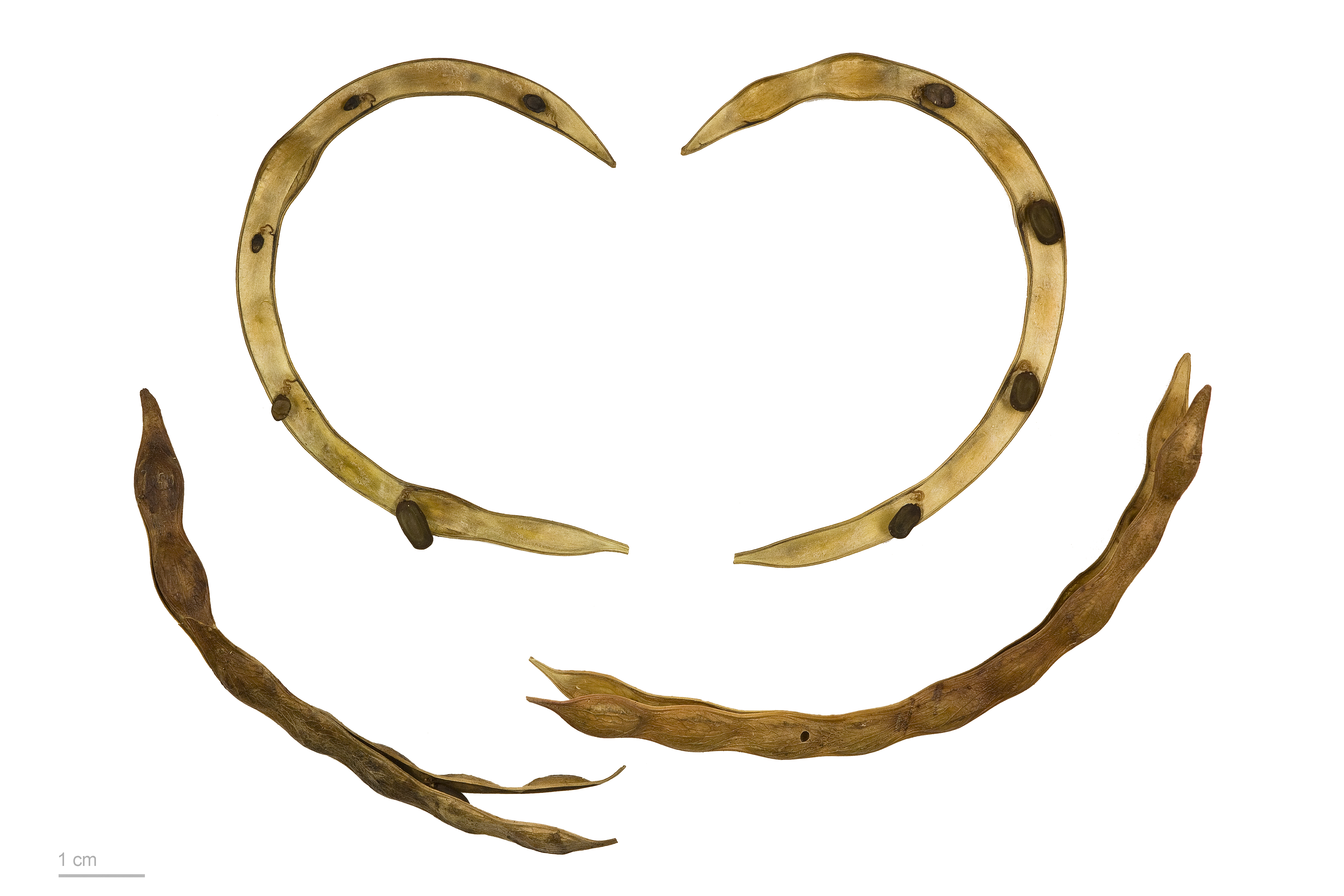
Vagens de sementes de espécies de acácias do MHNT.

## Classificação
O botânico e jardineiro inglês Philip Miller adotou o nome Acacia em 1754. O nome genérico é derivado de ἀκακία (akakia), o nome dado pelo antigo botânico-físico grego Pedanius Dioscorides (de meados ao final do século I) à árvore medicinal A. nilotica em seu livro Materia Medica. Esse nome deriva da palavra grega antiga para seus espinhos característicos, ἀκίς (akis; "espinho"). O nome da espécie nilotica foi dado por Linnaeus a partir da área mais conhecida dessa árvore ao longo do rio Nilo. Essa se tornou a espécie-tipo do gênero, apesar de atualmente ter sido reclassificada como Vachellia.
A circunscrição tradicional de Acacia acabou contendo aproximadamente 1.300 espécies. No entanto, começaram a se acumular evidências de que o gênero, conforme descrito, não era monofilético. O botânico Les Pedley, de Queensland, propôs que o subgênero Phyllodineae fosse renomeado para Racosperma e publicou os nomes binomiais. Essa proposta foi aceita na Nova Zelândia, mas geralmente não foi seguida na Austrália, onde os botânicos declararam que era necessário mais estudo.
Por fim, surgiu o consenso de que Acacia precisava ser dividida, pois não era um gênero monofilético. Isso fez com que os botânicos australianos Bruce Maslin e Tony Orchard pressionassem pela retipificação do gênero com uma espécie australiana em vez da espécie-tipo africana original, uma exceção às regras tradicionais de prioridade que exigia a ratificação pelo Congresso Internacional de Botânica. Essa decisão foi controversa, e o debate continuou, com alguns taxonomistas (e muitos outros biólogos) decidindo continuar a usar a circunscrição tradicional do gênero Acacia, desafiando as decisões do Congresso. No entanto, um segundo Congresso Internacional de Botânica confirmou a decisão de aplicar o nome Acacia às plantas principalmente australianas, que alguns chamavam de Racosperma e que formavam a maioria esmagadora das acácias. O debate continua com relação às acácias tradicionais da África, possivelmente colocadas em Senegalia e Vachellia, e algumas das espécies americanas, possivelmente colocadas em Acaciella e Mariosousa.
As acácias pertencem à subfamília Mimosoideae, cujos principais clados podem ter se formado em resposta às tendências de secagem e regimes de incêndio que acompanharam o aumento da sazonalidade durante o Oligoceno tardio até o Mioceno inicial (~25 milhões de anos). Pedley (1978), seguindo Vassal (1972), considerou a Acacia como composta por três grandes subgêneros, mas posteriormente (1986) elevou a classificação desses grupos para os gêneros Acacia, Senegalia e Racosperma, o que foi sustentado por estudos genéticos posteriores.
Na linguagem comum, o termo "acácia" é ocasionalmente aplicado a espécies do gênero Robinia, que também pertence à família das ervilhas. A Robinia pseudoacacia, uma espécie americana conhecida localmente como gafanhoto preto, às vezes é chamada de "falsa acácia" no cultivo no Reino Unido e em toda a Europa.

## Descrição

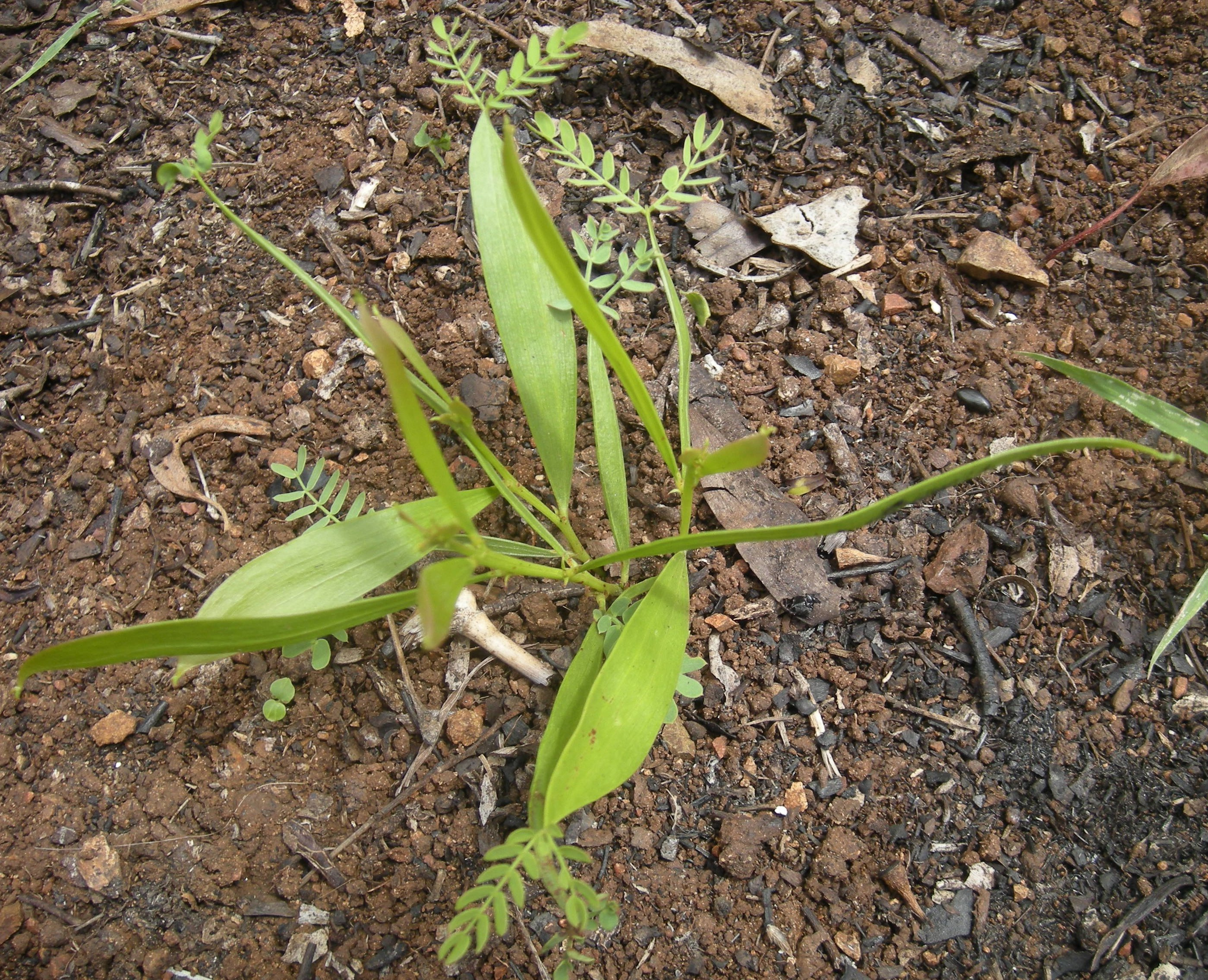
Plântulas de Acacia fasciculifera no estágio de transição entre folhas pinadas e filídios

As folhas das acácias são compostas pinadas em geral. Em algumas espécies, entretanto, mais especialmente nas espécies australianas e das ilhas do Pacífico, os folíolos são suprimidos e os pecíolos tornam-se verticalmente achatados para servir ao propósito de folhas. Esses são conhecidos como "filídios". A orientação vertical dos filídios os protege da luz solar intensa, pois, com suas bordas voltadas para o céu e a terra, eles não interceptam a luz tão completamente quanto as folhas posicionadas horizontalmente. Algumas espécies (como a A. glaucoptera) não possuem folhas ou filídios, mas possuem cladódios, caules fotossintéticos modificados semelhantes a folhas que funcionam como folhas.
As flores pequenas têm cinco pétalas muito pequenas, quase ocultas pelos longos estames, e estão dispostas em grupos densos, globulares ou cilíndricos; são amarelas ou creme na maioria das espécies, esbranquiçadas em algumas, ou até roxas (A. purpureopetala) ou vermelhas (A. leprosa cv 'Scarlet Blaze'). As flores de Acacia podem ser diferenciadas das flores de um grande gênero relacionado, Albizia, por seus estames, que não são unidos na base. Além disso, ao contrário das flores individuais de Mimosa, as flores de Acacia têm mais de dez estames.
As plantas geralmente apresentam espinhos, especialmente as espécies que crescem em regiões áridas. Esses espinhos às vezes representam ramos que se tornaram curtos, duros e pungentes, embora às vezes representem estípulas de folhas. A A. paradoxa (antiga A. armata) é o espinheiro-canguru (kangaroo-thorn) da Austrália, e a V. erioloba é o espinheiro-camelo (camelthorn) da África.
As sementes de acácia podem ser difíceis de germinar. Pesquisas descobriram que a imersão das sementes em várias temperaturas (geralmente em torno de 80 °C) e a quebra manual da casca da semente podem melhorar o crescimento em cerca de 80%.

## Simbiose

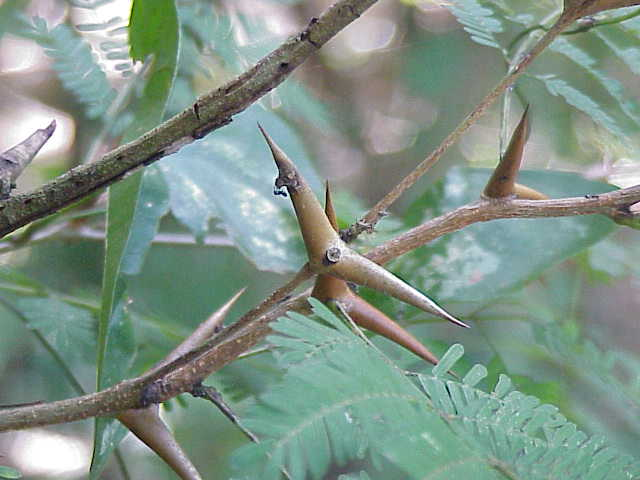
Estípulas de Vachellia collinsii.

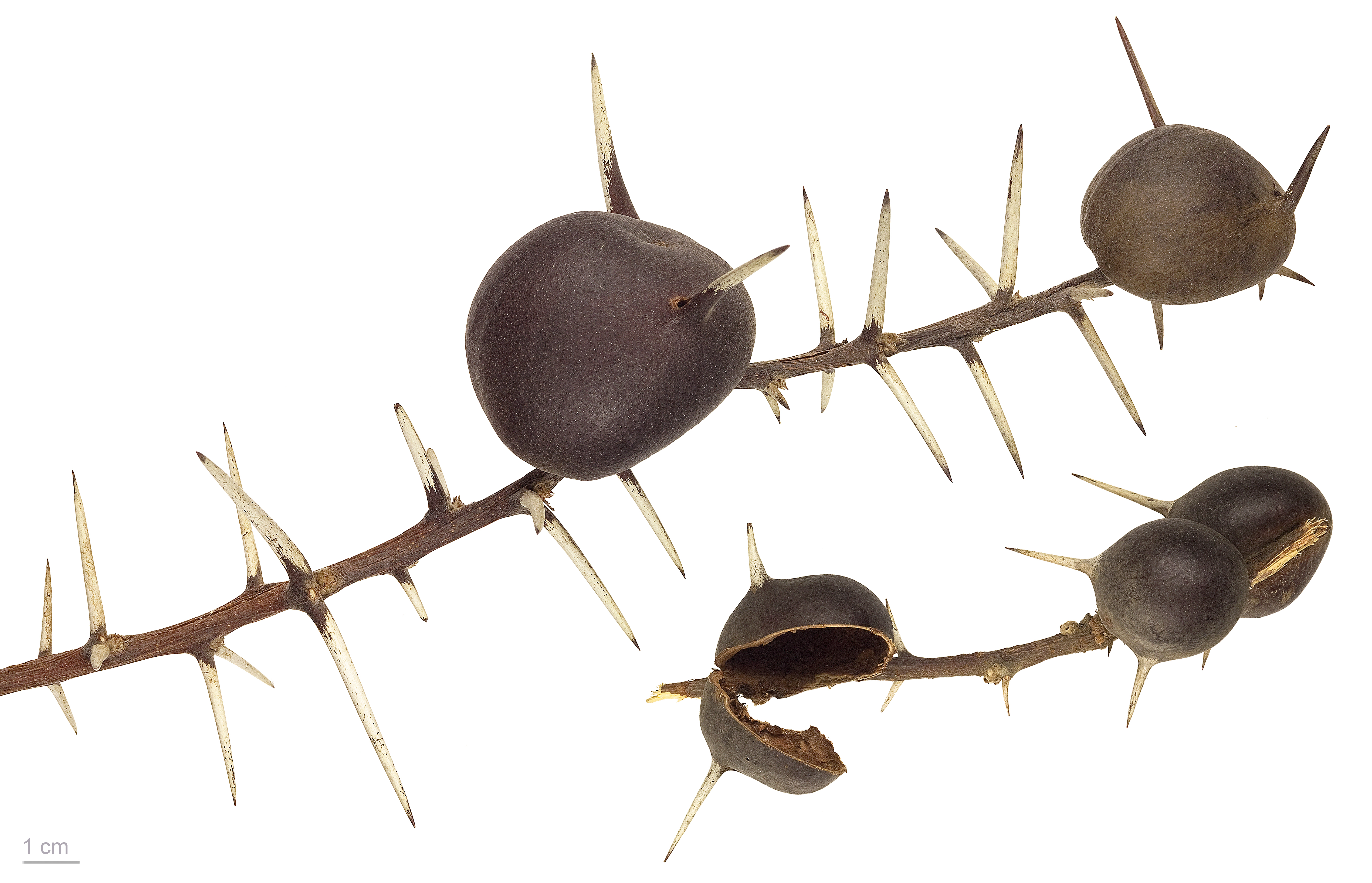
Estípulas inchadas de Vachellia drepanolobium que servem como domácias de formigas. Um orifício de entrada pode ser visto na base de um dos espinhos da maior domácia (MHNT).

Nas acácias espinho-de-chifre da América Central - V. sphaerocephala, V. cornigera e V. collinsii - algumas das estípulas espinhosas são grandes, inchadas e ocas. Elas oferecem abrigo para várias espécies de formigas Pseudomyrmex, que se alimentam de nectários extraflorais no caule da folha e de pequenos corpos alimentares ricos em lipídios nas pontas das folhas, chamados de corpos Beltian. Em troca, as formigas protegem a planta contra herbívoros. Algumas espécies de formigas também removem as plantas concorrentes ao redor das acácias, cortando as folhas das plantas agressoras com suas mandíbulas e, por fim, matando-as. Outras espécies de formigas associadas parecem não fazer nada para beneficiar seus hospedeiros.
Mutualismos semelhantes com formigas ocorrem em árvores de acácia na África, como a acácia de espinho. As acácias fornecem abrigo para as formigas em estípulas inchadas semelhantes e néctar em nectários extraflorais para suas formigas simbióticas, como a Crematogaster mimosae. Por sua vez, as formigas protegem a planta atacando grandes mamíferos herbívoros e besouros perfuradores de tronco que danificam a planta.
A aranha Bagheera kiplingi, predominantemente herbívora, encontrada na América Central e no México, alimenta-se de protuberâncias nas pontas das folhas da acácia, conhecidas como corpos Beltian, que contêm altas concentrações de proteína. Essas protuberâncias são produzidas pela acácia como parte de uma relação simbiótica com certas espécies de formigas, que também as comem.

## Pragas
Na Austrália, as espécies de acácia às vezes são usadas como plantas alimentícias pelas larvas de mariposas hepialídeas do gênero Aenetus, incluindo a A. ligniveren. Essas larvas se enterram horizontalmente no tronco e depois verticalmente para baixo. Outras larvas de lepidópteros que foram registradas se alimentando de acácias incluem a Endoclita malabaricus, Euproctis chrysorrhoea e a Agrotis segetum. As larvas de mineração de folhas de algumas mariposas bucculatricideas também se alimentam de acácias; a Bucculatrix agilis se alimenta exclusivamente da Vachellia horrida e a Bucculatrix flexuosa se alimenta exclusivamente da V. nilotica.
As acácias contêm vários compostos orgânicos que as defendem de pragas e animais de pasto.

## Usos

### Alimentação humana

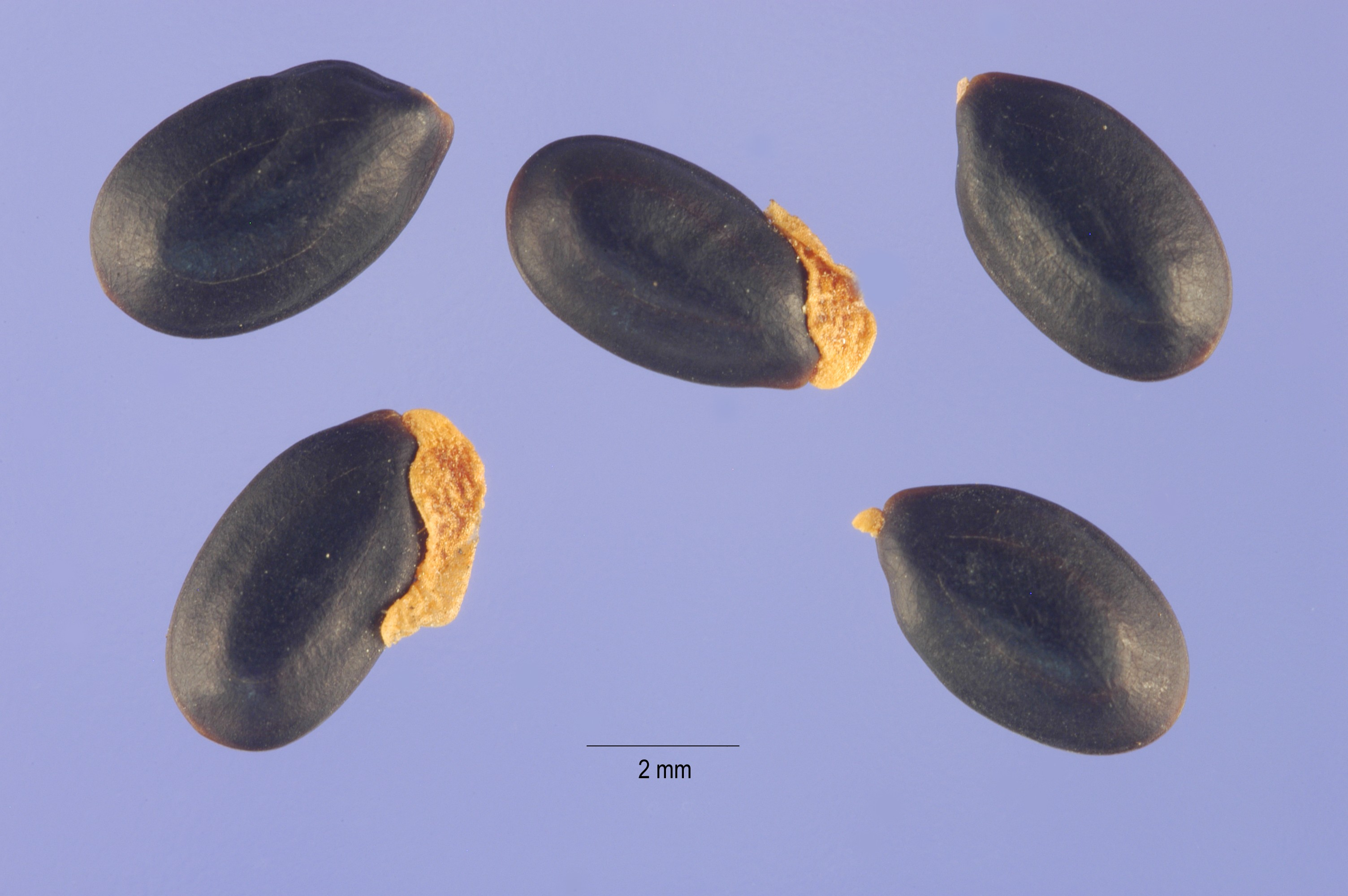
Sementes de Acacia dealbata.

As sementes de acácia são frequentemente usadas como alimento e em uma variedade de outros produtos.
Em Mianmar, Laos e Tailândia, os brotos emplumados da Acacia pennata (nome comum cha-om, ชะอม e su pout ywet em birmanês) são usados em sopas, curries, omeletes e frituras.

### Goma
Várias espécies de acácia produzem goma. A verdadeira goma-arábica é o produto da Acacia senegal, abundante na África Ocidental tropical seca, do Senegal ao norte da Nigéria.
A Vachellia nilotica (sinônimo de Acacia arabica) é a árvore de goma-arábica da Índia, mas produz uma goma inferior à verdadeira goma-arábica. A goma-arábica é usada em uma grande variedade de produtos alimentícios, incluindo alguns refrigerantes e confeitos.
Os antigos egípcios usavam a goma-arábica em tintas.

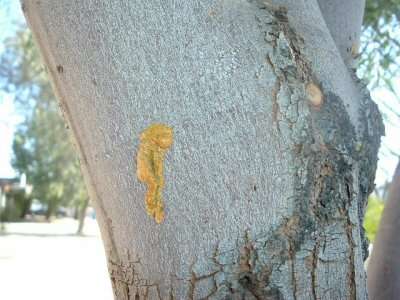
Resina, a partir da qual a goma pode ser produzida, escorrendo de uma árvore de acácia em Phoenix, Arizona.

A goma da V. xanthophloea e da A. karroo tem um alto teor de açúcar e é procurada pelo bebê do mato menor. A goma da Acacia karroo já foi usada para fazer confeitos e comercializada sob o nome de "Cape Gum". Também era usada medicinalmente para tratar o gado envenenado por espécies de Moraea.

### Na medicina popular
As espécies de Acacia têm possíveis usos na medicina popular. Um texto médico etíope do século XIX descreve uma poção feita de uma espécie etíope (conhecida como grar) misturada com a raiz da tacha, depois fervida, como uma cura para a raiva.
Um medicamento adstringente com alto teor de taninos, chamado catechu ou cutch, é obtido de várias espécies, mas principalmente da Senegalia catechu, fervendo a madeira e evaporando a solução para obter um extrato. O extrato de S. catechu figura na história da química ao dar nome às famílias químicas catequina, catecol e catecolamina, que acabaram sendo derivadas dele.

### Uso ornamental
Algumas espécies são amplamente cultivadas como plantas ornamentais em jardins; a mais popular talvez seja a A. dealbata (acácia-prateada), com suas atraentes folhas glaucas a prateadas e flores amarelas brilhantes; ela é erroneamente conhecida como "mimosa" em algumas áreas onde é cultivada, por confusão com o gênero Mimosa, relacionado a ela.
Outra acácia ornamental é a árvore da febre (Vachellia xanthophloea). Os floristas do sul da Europa usam A. baileyana, A. dealbata, A. pycnantha e A. retinodes como flores de corte, e o nome comum para elas é mimosa.
As espécies ornamentais de acácias também são usadas por proprietários de casas e arquitetos paisagistas para a segurança da residência. Os espinhos afiados de algumas espécies são um impedimento para invasões e podem evitar arrombamentos se plantados sob janelas e perto de canos de esgoto. As características estéticas das plantas de acácia, em conjunto com suas qualidades de segurança doméstica, fazem delas uma alternativa razoável às cercas e muros construídos.

### Perfume

V. farnesiana.

A V. farnesiana é usada no setor de perfumes devido à sua forte fragrância. O uso da acácia como fragrância data de séculos atrás.

### Simbolismo e rituais

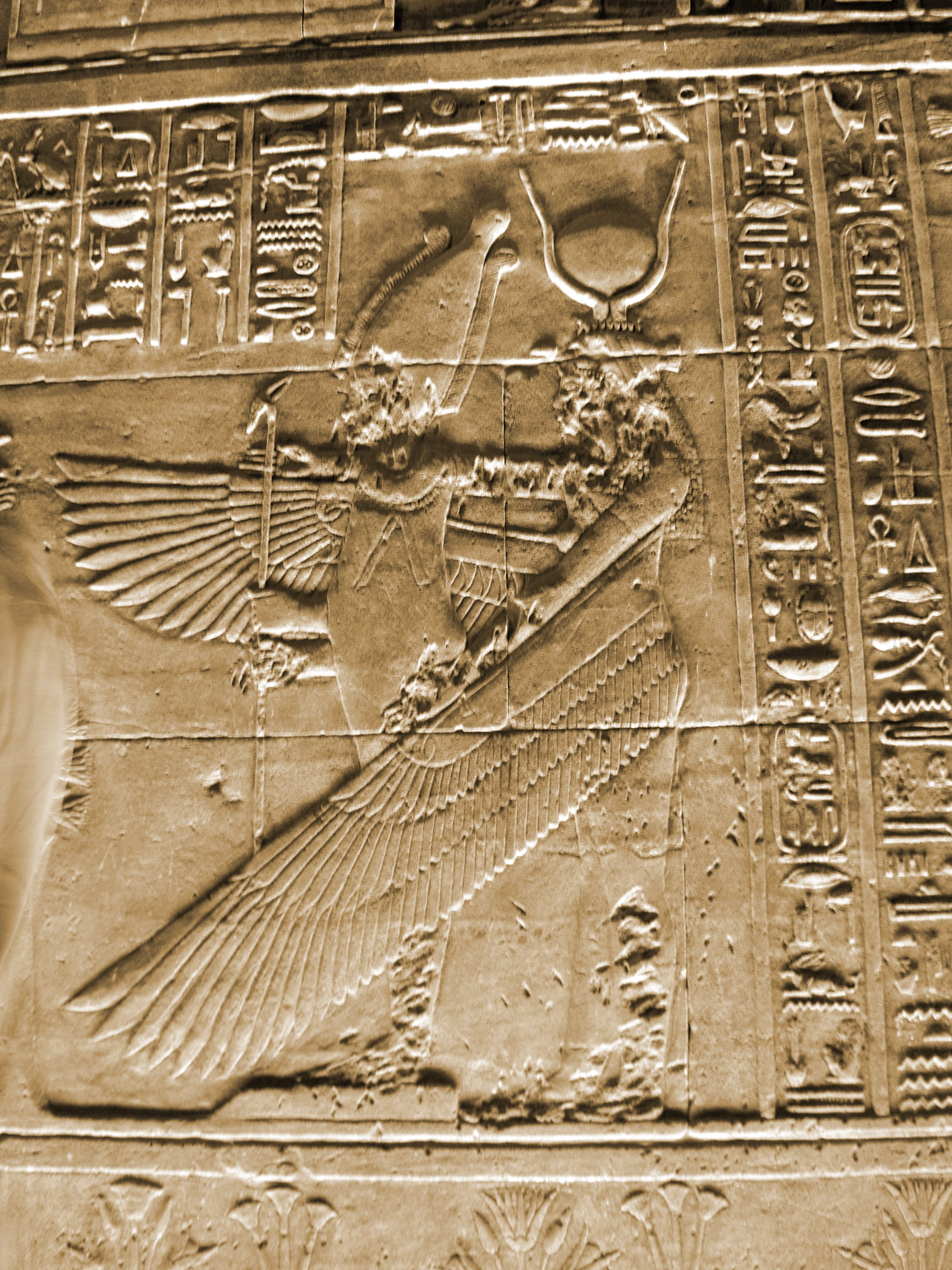
Deusa egípcia Ísis.

A mitologia egípcia associou a acácia às características da árvore da vida, como no Mito de Osíris e Ísis.
Várias partes (principalmente a casca, a raiz e a resina) das espécies de acácia são usadas para fazer incenso para rituais. A acácia é usada em incensos principalmente na Índia, no Nepal e na China, inclusive na região do Tibete. Acredita-se que a fumaça da casca da acácia afaste os demônios e fantasmas e deixe os deuses de bom humor. As raízes e a resina da acácia são combinadas com Rhododendron, Acorus, Cytisus, Salvia e alguns outros componentes do incenso. Tanto as pessoas quanto os elefantes gostam de uma bebida alcoólica feita de frutos de acácia. De acordo com o Dicionário Bíblico de Easton, a acácia pode ser o "arbusto em chamas" (Êxodo 3:2) que Moisés encontrou no deserto. Além disso, quando Deus deu a Moisés as instruções para a construção do tabernáculo, ele disse para "fazer uma arca" e "uma mesa de madeira de acácia" (Êxodo 25:10 e 23, Versão Padrão Revisada). Além disso, na tradição cristã, acredita-se que a coroa de espinhos de Cristo tenha sido tecida com acácia.
A acácia foi usada nas contas iziQu (ou isiKu) dos guerreiros zulus, que passaram por Robert Baden-Powell para o prêmio de treinamento Wood Badge do movimento escoteiro.
Na Rússia, na Itália e em outros países, é costume presentear as mulheres com mimosas amarelas (entre outras flores) no Dia Internacional da Mulher (8 de março). Essas "mimosas" podem ser da A. dealbata (acácia-prateada).
Em 1918, May Gibbs, a popular autora infantil australiana, escreveu o livro "Wattle Babies", no qual um narrador em terceira pessoa descreve a vida de habitantes imaginários das florestas australianas (o "mato"). Os personagens principais são os Wattle Babies, que são pessoas minúsculas que se parecem com flores de acácia e que interagem com várias criaturas da floresta. Gibbs escreveu: "Os Wattle Babies são a luz do sol do mato. No inverno, quando o céu está cinzento e todo o mundo parece frio, eles vestem suas roupas mais amarelas e saem, pois têm corações tão alegres". Gibbs estava se referindo ao fato de que uma abundância de acácias floresce em agosto na Austrália, em pleno inverno do hemisfério sul.

### Taninos
A casca de várias espécies australianas, conhecidas como wattles, é muito rica em tanino e constitui um importante artigo de exportação; espécies importantes incluem A. pycnantha (acácia-dourada), A. decurrens (acácia-negra), A. dealbata (acácia-prateada) e A. mearnsii (acácia-negra).
A. mearnsii é cultivada em plantações na África do Sul e na América do Sul. As vagens da A. nilotica (com o nome de neb-neb) e de outras espécies africanas também são ricas em tanino e usadas por curtidores. No Iêmen, a principal substância taninosa era derivada das folhas da árvore salam (V. etbaica), uma árvore conhecida localmente pelo nome qaraẓ (garadh). Uma solução de banho com as folhas esmagadas dessa árvore, na qual o couro cru era inserido para imersão prolongada, levava apenas 15 dias para curar. No entanto, a água e as folhas precisavam ser trocadas após sete ou oito dias, e o couro precisava ser virado diariamente.

### Madeira

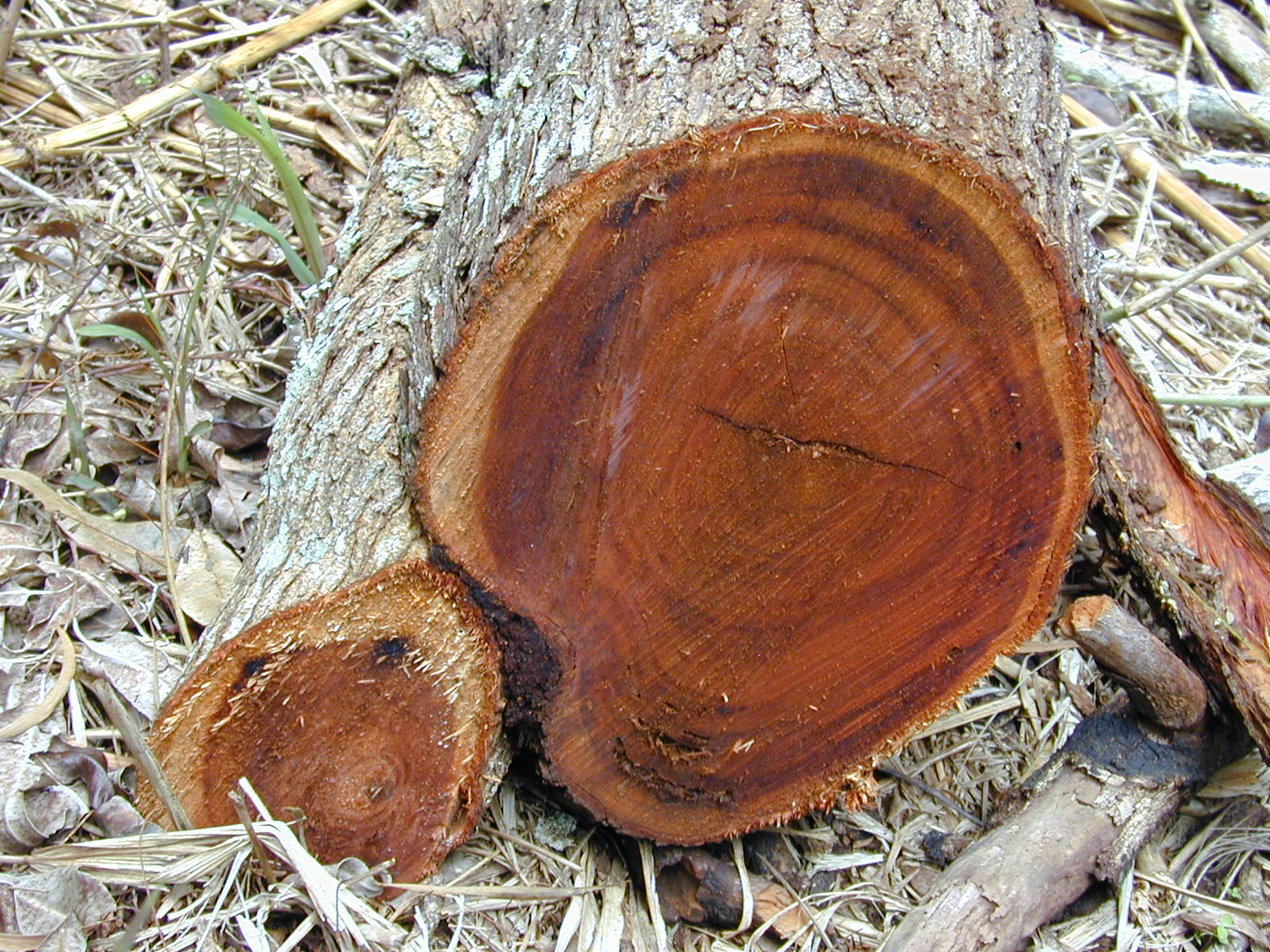
Madeira de A. koa.

Algumas espécies de acácias são valiosas como madeira, como a A. melanoxylon (pau-preto), da Austrália, que atinge um grande tamanho; sua madeira é usada para móveis e recebe um alto polimento; e a A. omalophylla (pau-miúdo, também australiana), que produz uma madeira perfumada usada para ornamentos. Acredita-se que a V. seyal seja a árvore shittah da Bíblia, que fornecia a madeira shittim. De acordo com o Livro do Êxodo, ela foi usada na construção da Arca da Aliança. A A. koa, das ilhas havaianas, e a A. heterophylla, da ilha da Reunião, são excelentes árvores madeireiras. Dependendo da abundância e da cultura regional, algumas espécies de acácia são tradicionalmente usadas localmente como lenha. Também é usada para fazer casas para diversos animais.

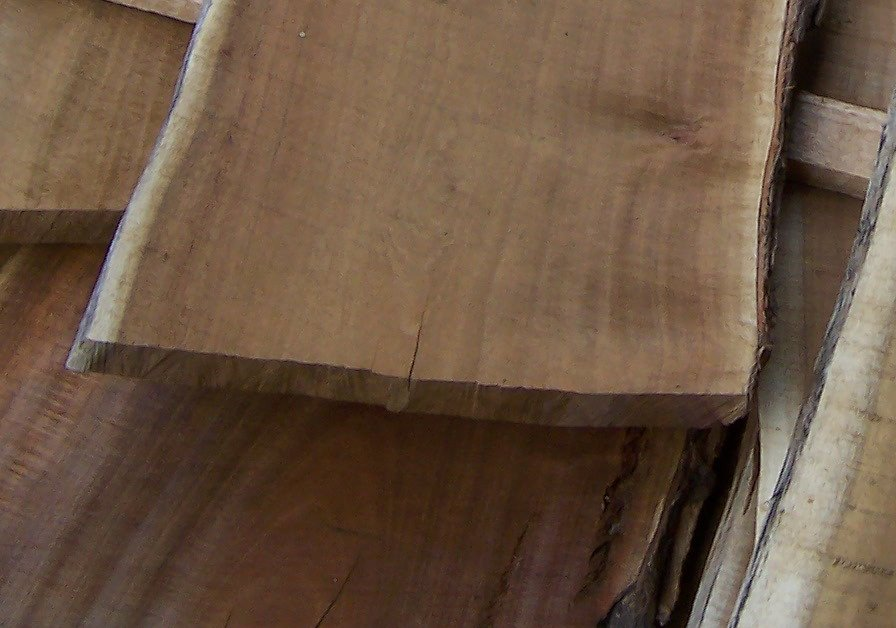
Madeira de A. heterophylla.

### Madeira para celulose
Na Indonésia (principalmente em Sumatra) e na Malásia (principalmente em Sabah), plantações de A. mangium estão sendo estabelecidas para fornecer madeira para celulose ao setor de papel.
A polpa de madeira de acácia proporciona alta opacidade e papel a granel abaixo da média. Isso é adequado para papéis offset leves usados para Bíblias e dicionários. Ela também é usada em papel tissue, onde melhora a maciez.

### Recuperação do solo
As acácias podem ser plantadas para controle de erosão, especialmente após danos causados por mineração ou construção.

## Invasão ecológica
Pelas mesmas razões pelas quais é favorecida como uma planta de controle de erosão, com sua fácil propagação e resistência, algumas variedades de acácia são espécies potencialmente invasivas. Pelo menos quatorze espécies de acácia introduzidas na África do Sul são classificadas como invasoras, devido à sua propagação naturalmente agressiva. Uma das acácias invasoras mais importantes do mundo é a acácia-negra A. mearnsii, que está tomando conta de pastagens e áreas agrícolas abandonadas em todo o mundo, especialmente em regiões costeiras e insulares moderadas, onde o clima ameno favorece sua propagação. A Avaliação de Risco de Ervas Daninhas da Austrália/Nova Zelândia atribui a ela uma classificação de "alto risco, pontuação de 15" e é considerada uma das 100 espécies mais invasivas do mundo. Estudos ecológicos abrangentes devem ser realizados antes de novas introduções de variedades de acácia, pois esse gênero de crescimento rápido, uma vez introduzido, espalha-se rapidamente e é extremamente difícil de erradicar.

## Fitoquímica

### Glicosídeos cianogênicos
Dezenove espécies diferentes de Acacia nas Américas contêm glicosídeos cianogênicos que, se expostos a uma enzima que divide especificamente os glicosídeos, podem liberar cianeto de hidrogênio (HCN) nas "folhas". Isso às vezes resulta na morte por envenenamento de animais.
Se o material vegetal fresco produzir espontaneamente 200 ppm ou mais de HCN, ele é potencialmente tóxico. Isso corresponde a cerca de 7,5 μmol de HCN por grama de material vegetal fresco. Ocorre que, se as "folhas" de acácia não tiverem a enzima específica de divisão de glicosídeos, elas poderão ser menos tóxicas do que seriam, mesmo aquelas que contêm quantidades significativas de glicosídeos cianogênicos.
Algumas espécies de acácias que contêm cianogênicos incluem V. erioloba, A. cunninghamii, A. obtusifolia, V. sieberiana e A. sieberiana var. woodii.

## Acácias famosas
O Árvore do Ténéré, no Níger, era a árvore mais isolada do mundo, a cerca de 400 km de qualquer outra árvore. A árvore foi derrubada por um motorista de caminhão em 1973.
Em Nairóbi, no Quênia, o Thorn Tree Café recebeu o nome de uma árvore de espinhos Naivasha (V. xanthophloea) em seu centro. Os viajantes costumavam prender bilhetes aos outros nos espinhos da árvore. A árvore atual é a terceira da mesma variedade.